# Wasyl Nahirnyj
Wasyl Nahirnyj, ukr. Василь Степанович Нагірний (ur. 11 stycznia 1848 we wsi Hirne w powiecie stryjskim, zm. 25 lutego 1921 we Lwowie) – ukraiński architekt i działacz społeczny.
Założyciel towarzystw: Sławija, Narodna Torhiwla, Sokił, Zoria, Dnister, Narodna Hostinicia, Towarystwo dla rozwoju ruskoj sztuki. Lista zaprojektowanych przez niego budynków liczy kilkaset obiektów, wśród których znajdują się cerkwie, kaplice, budynki parafialne, budynki użyteczności publicznej i prywatne.

## Życiorys
Urodził się w rodzinie średniozamożnych gospodarzy – Stepana i Anny z Hryniowskich. Jego matka zmarła, kiedy miał półtora roku. Po powtórnym ożenku ojca, jego opiekunką została babcia ze strony ojca, która była jego opiekunką i doradczynią. Zaszczepiła wnukowi miłość do własnej wiary i narodu.

### Lata szkolne
Po czterech latach uczęszczania do wiejskiej szkoły, ojciec odwiózł go zimą 1859 do szkoły w Stryju, zapisując go na drugi kurs pierwszej klasy.
Będąc w I klasie szkoły stracił ojca, i musiał sam się utrzymywać, zarabiając korepetycjami.
Po ukończeniu trzech klas szkoły, w 1866 Wasyl wyjechał do Lwowa z zamiarem ukończenia czwartej klasy.
Przyjechawszy do Lwowa, nie mając pieniędzy na utrzymanie, został przyjęty do nowo powstałej bursy, utworzonej przez Narodnyj Dim. Nie mając możliwości wstąpienia do IV klasy, jak planował, zapisał się na kursy pedagogiczne, gdzie uczył się 1 rok. W następnym roku szkolnym wstąpił do IV i V klasy szkoły realnej, i utrzymując się z korepetycji, ukończył ją w 1870.

### Czasy studenckie

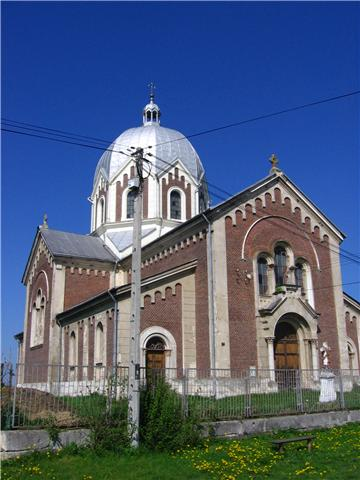
Cerkiew Przemienienia Pańskiego w Nowym Lublińcu

W 1870 wstąpił jako słuchacz do Akademii Technicznej, gdzie został członkiem towarzystw „Akademicznyj Krużok” i „Drużnyj Łychwar”, stawiając sobie za zadanie połączenie tych organizacji.
Nie dane mu było tego dokonać, ponieważ studiował w akademii tylko jeden rok. W ciągu tego roku udało mu się dostać do prywatnego gimnazjum prof. Trzaskowskiego, gdzie wykładał rachunki i język rosyjski
Zaoszczędziwszy trochę pieniędzy z pracy w gimnazjum, po zakończeniu roku szkolnego, we wrześniu 1871 wyjechał do Zurychu, gdzie zapisał się na kurs przygotowawczy do egzaminów na politechnikę, a w 1872 wstąpił na studia na wydziale budownictwa.

### Działalność zawodowa
Po ukończeniu nauki w Politechnice, w 1875 Nahirnyj pracował dłuższy czas w biurze swojego profesora Stadlera w Zurychu przy tworzeniu różnych projektów konkursowych. Następnie podjął pracę w urzędzie budowlanym w Winterthur, później u prywatnego architekta Szefera w Araw, a następne cztery lata (do 22 sierpnia 1882) w urzędzie budowlanym w Zurychu.
Po przyjeździe do Lwowa w jesieni 1882 zajął się projektami cerkwi. Z jego biura wyszły m.in. projekty cerkwi w Perehińsku, Bóbrce, Tuchli, Lisieczyńcach, Nadiatyczach, Ostrowie koło Krystynopola, Sielcu Bieńków, Olesku, Mostach Wielkich, Zawałowie oraz Nowym Lublińcu.

### Działalność społeczna i polityczna
W 1897 bez powodzenia jako przedstawiciel narodowców ruskich (ukraińskich) kandydował na posła (członka Izby deputowanych) do austriackiej Rada Państwa (Reichsratu) w okręgu wyborczym Lwów–Gródek Jagielloński–Jaworów, gdy zwyciężył go kandydat polski Teofil Merunowicz, który otrzymał 315 głosów wyborców z 601.

## Literatura
- Dariusz Maciak, Próba porozumienia polsko-ukraińskiego w Galicji w latach 1888-1895, Warszawa 2006, ISBN 978-83-235-0276-0